# Creuer Almirante Cervera
L'Almirante Cervera fou el creuer lleuger insígnia de la classe Cervera de l'Armada de la República Espanyola des de l'any 1931 fins al 1936 quan va servir a les ordres de les tropes sublevades i esdevingué una peça clau de la Flota Nacionalista. El nom esmenta l'almirall espanyol Pascual Cervera y Topete, comandant de les forces navals espanyoles a Cuba durant la Guerra–americana espanyola.

## Característiques
La construcció va ser autoritzada pel que es coneix com a «llei Miranda» de data 17 de febrer de 1915. El creuer va ser avarat al Ferrol l'any 1925 i desguassat l'any 1965. El vaixell tenia 172,62 metres d'eslora, 16,61 metres de mànega, i un calat de 5,03 metres. Equipat amb un armament principal de vuit canons de 152 mm (6 polzades), muntats en tres torretes bessones i en dues muntures aïllades, i amb una tripulació de 566 mariners, l'Almirante Cervera pertanyia a la mateixa classe que els altres creuers de l'Armada espanyola, el Galícia (de nom Libertad des de 1931 a 1939) i Miguel de Cervantes.

## Historial d'operacions

### Guerra civil

#### Bloqueig al Nord d'Espanya
A l'inici de l'octubre de 1934, l'Almirante Cervera va participar en el bombardeig d'objectius costaners durant la insurrecció d'Astúries, però va ser durant la guerra civil on va agafar una funció davantera en operacions navals. En els primers mesos 1936 va participar en unes maniobres amb foc real juntament amb el cuirassat Jaime I i els creuers Libertad i Miguel de Cervantes fins que varen enfonsar el vaixell objectiu, el vell creuer Conde del Venadito que era desarmat. A juliol de 1936 l'Almirante Cervera era amarrat a Ferrol, on se'l va impedir de participar en les primeres operacions de la guerra. Va caure a les mans del bàndol de Franco quan les seves tropes van apoderar-se del port. El seu comandament va recaure en el capità Juan Sanchez-Sandalio Ferragut, que va ser capturat pels rebels i afusellat per un escamot. Quan va entrar en servei, va formar una unitat amb el cuirassat España i el destructor Velasco dels anys 1900 amb la tasca de bloqueig dels ports del nord d'Espanya. Tenia el malnom d'El Chulo del Cantábrico, perquè gairebé no va rebre cap oposició, tant quan donava suport a les ofensives de l'exèrcit de Franco al nord així com interceptant la navegació republicana i internacional. Va ser enviat a Gijón amb l'ordre d'ajudar les tropes insurrectes que hi eren sota setge, a la guarnició de Simancas. La caserna finalment va ser assaltada per forces de govern el 16 d'agost. L'historiador britànic Hugh Thomas assenyala que quan les tropes republicanes van entrar al recinte, el defensors va demanar al Cervera disparar directament damunt d'ells. El 9 d'agost, mentre disparava sobre posicions governamentals, va tocar per error el iot britànic Blue Shadow, el patró del qual, que havia estat oficial de la RAF, causant-li la mort. Segons fonts nacionalistes, el iot va ser tocat per la tercera andanada dels canons secundaris de 4 polzades del creuer. Aparentment des del Cervera es va creure que el iot pertanyia al govern republicà. El iot va ser abandonat per la tripulació del Cervera i varen ser rescatats des del destructor britànic Comet. Durant setembre el creuer va navegar pel Mediterrani donant suport al bloqueig de l'Estret de Gibraltar, on va participar en la Batalla de Cap Espartel. Mentre el creuer Canarias va enfonsar el destructor republicà Almirante Ferrándiz en el Mar d'Alboràn després que unes quants salves, Cervera va atacar el destructor Gravina al nord-oest de la costa del Marroc. El Cervera va disparar la seva artilleria principal fins a 300 cops, però tan sols va colpejar el Gravina dues vegades. La pobre punteria dels artillers del creuer va permetre al Gravina sortir del combat i aconseguir seguretat a Casablanca. Tanmateix, aquesta acció va ser decisiva en obrir l'Estret al trànsit de tropes sollevades.

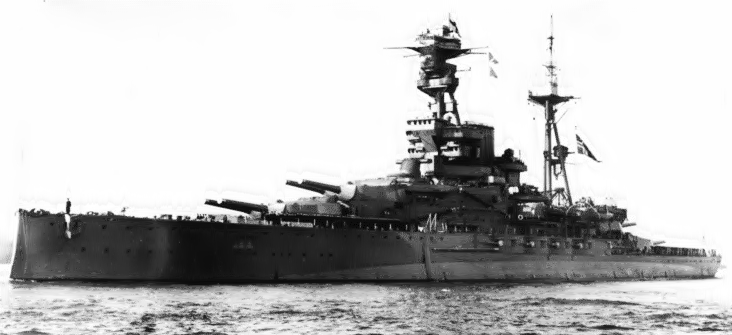
HMS Roial Oak, un dels cuirassats britànics que van defensar la navegació internacional al golf de Biscaia durant la Guerra Civil espanyola.

Després que aquesta operació, durant els mesos aquest vaixell va buscar i ocasionalment agafar els navilis que trencaven el bloqueig al golf de Biscaia. El 4 d'abril de 1937 es va unir al Galerna, vaixell mercant que era armat, en la persecució i posterior enfonsament del vaixell amb bandera panamenya Andra. Aquest vaixell de càrrega, noliejat per britànics, va ser capturat i més tard enfonsat pel Galerna. Llavors va intentar aturar el mercant britànic Thorpehall que, gràcies al suport de tres destructors britànics, va aconseguir fugir fins a Bilbao. El 21 d'abril, l'Almirante Cervera, juntament amb el Galerna, varen confrontar-se durant tres hores amb el creuer britànic Hood i el destructor Firedrake, quan els vaixells del bàndol de Franco varen disparar conta tres mercants britànics en un intent infructuós d'aturar-los. Després de diversos trets sense punteria entre el Hood i el Cervera, els mercants varen entrar a port a Bilbao amb l'ajut del foc d'una bateria costanera i del vaixell basc de transport armat Biskaya. Però el 4 de juliol, el Cervera va apoderar-se del vapor francès Trégastel i va fer fora del mar Cantàbric el britànic Latymer quan ambdós vaixells van intentar entrar a Santander sota la protecció del cuirassat Resolution. El mercant britànic Gordonia també va ser interceptat i arrestat el 9 de juliol. El 14 de juliol l'Almirante Cervera, ajudat un altre cop pel Galerna, va capturar el vaixell britànic de càrrega Molton davant Santander, dins aigües espanyoles, malgrat la presència del cuirassat britànic Royal Oak.

#### Operacions a la Mediterrània
Durant la resta de 1937, el Cervera va enfonsar dos guardacostes republicans i un vaixell mercant. També va abatre un avió bombarder que havia provat de bombardejar-lo en picat tres vegades. El creuer va jugar una paper central en la captura del transport de 9,900 tones Marqués de Comillas sota el comandament governamental republicà.

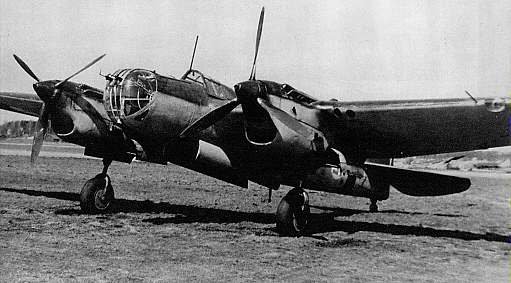
Tupolev SB en servei finlandès

El 17 de febrer de 1938 el Cervera sortia de Palma juntament amb els creuers Canarias i Baleares i va participar en el bombardeig de València. El 22 de febrer va ser atacat novament per l'aviació republicana: una primera ona de biplans Polikarpov R-Z Natacha del Grup 30 soviètic i seguidament una segona ona de Tupolev SB Katiuska. Una bomba de 50 kg (110 lb) va caure a través de la xemeneia de popa i tot i que el percussor va fallar i no va explotar, 25 homes varen resultar ferits i la sala de màquines es va avariar. Segons altres informes, a més de la bomba de 50 kg, Cervera va rebre una altra bomba que va matar 12 homes de la tripulació. El creuer va haver de tornar a Palma un altre cop.
El 6 de març era en missió d'escorta d'un comboi i va participar en la Batalla de Cap Palos, on el creuer pesat Baleares era torpedinat i enfonsat per destructors republicans. Va rescatar supervivents d'aquest navili. Aquesta pèrdua va ser una mica contrarestada per la posada en servei del creuer Navarra, ja reacondicionat.
El 23 d'octubre de 1938 va capturar el vapor soviètic Tsyurupa, el qual va ser confiscat i va ser rebatejar amb el nom Castillo Villafranca. El Cervera va continuar les seves operacions per la costa, que disminuïa de longitud el control que en tenia la República, fins al final de la guerra, però les seves operacions durant tot el conflicte varen quedar en gran part sobrepassades pel més pesat creuer Canarias.

### Postguerra
El 13 de juliol de 1939 va portar el comte Ciano, del govern de Mussolini a Santander així com a Franco l'any 1941. Segons el diari ABC de data 6 de juliol de 1963, el Cervera va portar a Tarragona una relíquia del braç de l'apòstol Sant Pau des de Malta a Tarragona per una celebració.

### Modernització proposada i darrers anys
Poc després del final de la guerra, el ministre espanyol de l'Armada va decidir la modernització del tres creuers d'aquesta classe, proposant el "projecte núm. 133". La manca de materials i suport financer deguts a Segona Guerra Mundial va aturar fer canvis al Cervera que eren la introducció d'un hidroavió Heinkel Ell 114, la redistribució dels canons a quatre torretes parelles i la muntura d'un radar Decca. Algunes d'aquests millores es varen fer al Galícia i al Miguel de Cervantes. El vaixell va ser dedicat parcialment a tasques d'entrenament per ser retirat de l'Armada pel seu desguàs el 31 d'agost de 1965.